# Damaeus arvernensis
Damaeus arvernensis är en kvalsterart som beskrevs av Grandjean 1960. Damaeus arvernensis ingår i släktet Damaeus och familjen Damaeidae. Inga underarter finns listade i Catalogue of Life.